# Khumbutse
Khumbutse (jęz. chiński: 昆布孜峰, Kūnbùzī Fēng) – góra na granicy Nepalu i Chińskiej Republiki Ludowej. Znajduje się 6,4 km na północny zachód od Mount Everest.
Khumbutse został nieoficjalnie zdobyty w 1993 przez holenderskiego wspinacza Barta Vosa.